# 管制员飞行员数据链通信
管制员飞行员数据链通信（英語：Controller–pilot data link communications，缩写CPDLC ），也称管制员飞行员数据链（CPDL），是一种空中交通管制员通过数据链路系统与飞行员通信的方法。 

## 必要性
空中交通管制员与飞行员之间的标准通信方式是使用无线电语音，通过甚高頻（VHF）频段进行视距内通信，或使用高頻（HF）频段进行长途通信。 
就管制需求使用无线电语音通信的一个主要问题是——由特定管制员管制的所有飞行员需调谐到相同频率。由于一名空中交通管制员所须处理的航班数量正在稳步增加（例如，香威克在2007年处理了414,570架次航班，比2006年增加了5%——或者说22,000个航班 ），调整到特定频段的飞行员数量也因此增加。这增加了一名飞行员意外覆盖另一名飞行员通话的几率，此时需要重复传达。此外，管制员与飞行员之间的每次交流都需要一定时间来完成。最终而言，当被管制的航班数达到饱和时，管制员无法再处理其他的任何飞机。 
在传统上，经历饱和的空管扇区通过划分成两个更小的扇区来应对这个问题，每个扇区配备单独的管制员并使用不同的语音通信信道。但是，该策略存在两个问题： 
- 扇区划分增加了“移交流量”的次数。这是空管扇区间转移航班所需的开销，它需要飞行员与两名管制员之间通过语音完成交换，以及管制员之间的协调。
- 可用的语音信道数量有限，并且在高密度空域中（例如中欧或美国东海岸），可能没有可用的新信道。

在某些情况下，进一步划分一个扇区可能不可能或不可行。 
这种局面下，需要一种新策略来应对空中交通管制日益增长的需求，而基于数据链的通信通过增加通信信道的有效容量提供了一种可能的方式。 

## CPDLC的使用

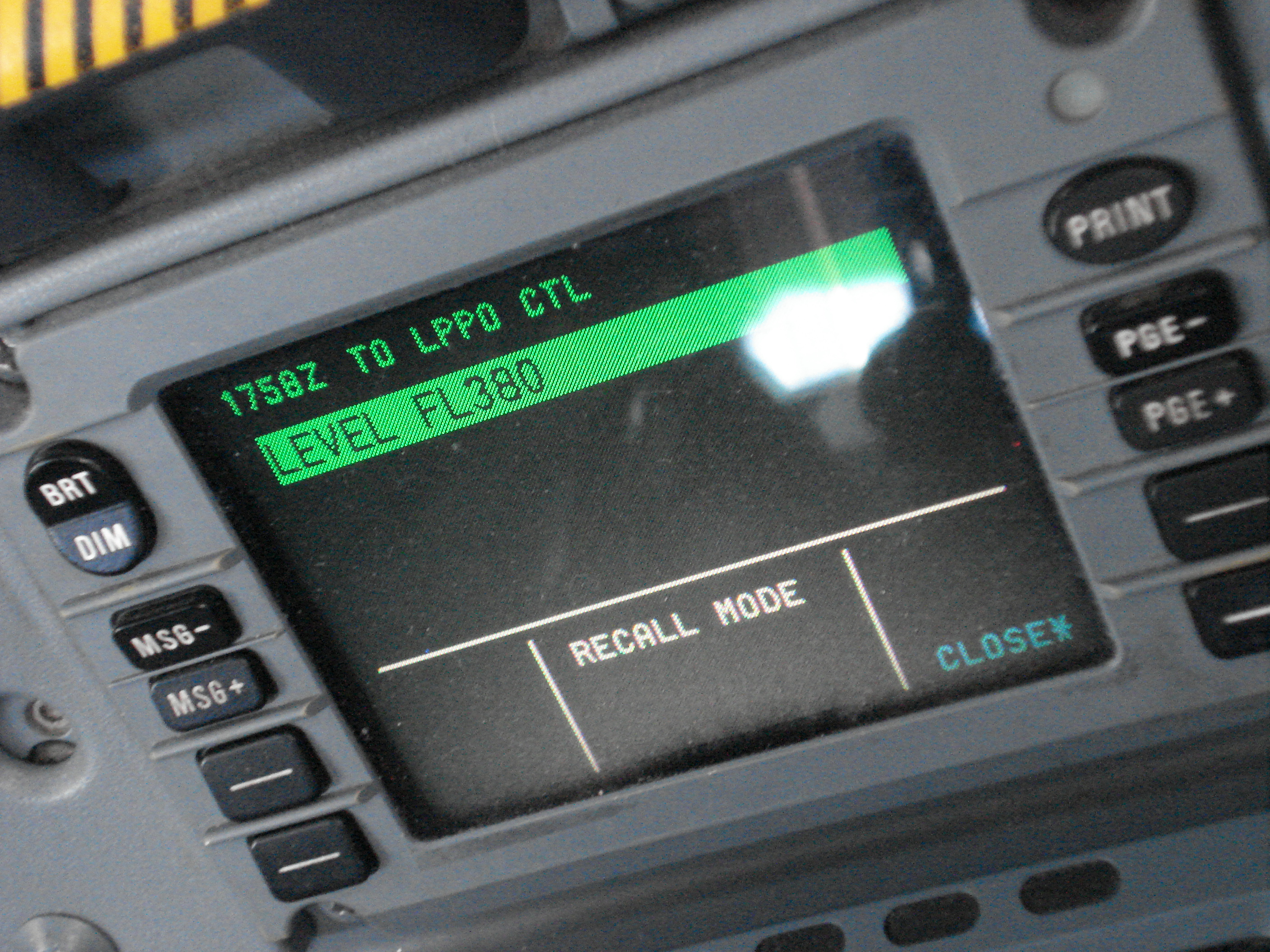
一架空中客车A330上的数据链路控制和显示单元（DCDU），用于发送和接收CPDLC报文的飞行员界面。

CPDLC应用程序为空中交通管制服务提供了空与地的数据通信。其中包括一系列“净空/信息/请求”报文元素，对应于空中交通管制程序所采用的语音用语。管制员可以发出高度层分配、交叉限制、横向偏置、航道变更和许可、速度分配、无线电分配和各种信息请求。飞行员则可以响应报文、请求许可和信息、报告信息，以及宣布/撤销紧急状态。 此外，飞行员还可以向下游空中交通服务单位（ATSU）请求有条件的许可和信息。其还提供“自由文本”功能以交换不符合定义格式的信息，提供辅助功能以允许地面系统使用数据链路将CPDLC报文转发到另一个地面系统。 
管制员与特定对话（例如请求和接收“许可”）相关的飞行员之间的报文序列被称为“对话”。对话中可以有多个报文序列，每个报文通过适当的报文关闭（如确认收到/接受）。对话的结束不一定终止该数据链接，因为当飞机经过ATSU空域时，管制员与飞行员之间可能进行数次对话。 
可以将飞行员与管制员之间的所有CPDLC报文交换视为对话。 
CPDLC应用程序有三项主要功能： 
- 与当前的数据权威机构交换管制员/飞行员报文
- 涉及当前以及下一个数据权威机构的数据传输
- 下游的数据权威机构交付下游的净空报文。

美国联邦航空管理局威廉·J·休斯技术中心进行的模拟显示，使用CPDLC意味着“在繁忙的航路空域的实际运作中，语音信道占用率降低了75%。语音信道占用率的下降最终将通过更有效的通信提升飞行安全性和效率。”

## 实现
CPDLC现今主要有两种实现： 
- 最初由波音公司开发的FANS-1系统，以及空中客车公司开发的FANS-A，现在通常统称为FANS-1/A，主要用于宽体长途飞机的跨洋航线。该系统最早于20世纪90年代末在南太平洋部署，后扩展到北大西洋。FANS（英语：Future Air Navigation System）-1/A是一个基于飞机通信寻址与报告系统（ACARS）的服务，鉴于其在海洋上空使用，主要使用由國際海事衛星組織（Inmarsat） Data-2（Classic Aero）服务提供的卫星通信。
- 符合国际民航组织Doc 9705标准的ATN/CPDLC系统，该系统在欧洲空中航行安全组织（Eurocontrol）的马斯特里赫特空域控制中心运行，现已由Eurocontrol的Link 2000+计划扩展到许多其他的欧洲飛航情報區（FIR）。ARINC和SITA运营的VDL Mode 2网络用于支持欧洲ATN/CPDLC服务。

下列UAC提供CPDLC服务： 
- 卡尔斯鲁厄UAC（EDUU），管制莱茵UIR（FL245以上） [3]
- 伦敦ACC（EGTT），管制伦敦UIR（FL195或FL285以上）
- 马斯特里赫特UAC（EDYY），管制阿姆斯特丹飞行情报区、汉诺威UIR和布鲁塞尔UIR（FL245以上） [3]
- 苏格兰ACC（EGPX），管制苏格兰UIR（FL195、FL245或FL255以上）
- 布达佩斯ACC，管制匈牙利和科索沃UIR
- 斯德哥尔摩ATCC（ESOS）和马尔默ATCC（ESMM），管制瑞典FIR
- Canarias ACC（GCCC），管制Canarias FIR
- 布拉格IATCC（LKAA），管制PRAHA FIR，即捷克领空

超过40家主要航空公司与马斯特里赫特UAC一同参与了CPDLC计划。平均端到端响应时间（空管-飞行员-空管）远低于30秒。2007年报告了超过3万次登录，形成超过8.2万个CPDLC上行链路，它们每个都节省了宝贵的信道占用时间。 
支持ATC许可（ACL）、飞机通信报文（ACM）和检查麦克风（AMC）服务，包括自动上传SSR应答器代码到驾驶舱。 
CPDLC可能成为如下项目的主要方法，如监控信息、净空路线上行链，二至四维轨迹、连续下降方法以及约束协调。 

## 安全
所有CPDLC的部署必须得到经批准的安全案例支持，证明其满足适用空域的所有安全目标。EUROCAE ED-120（RTCA DO-290）是用于陆上空域的安全和性能要求（SPR），并应磋商与在陆上空域使用CPDLC相关的安全目标。     
ED-120/DO-290确定的安全目标包括确保报文不会被损坏或误传，以及需要精准的时间戳和拒绝过时报文。根据这些要求，飞机以及ATC中心的CPDLC实现必须能取得准确的时钟（UTC，精度在1秒以内）。就飞机而言，这通常由GPS提供。 